# Список глав государств в 1390 году
Список глав государств в 1389 году — 1390 год — Список глав государств в 1391 году — Список глав государств по годам

## Азия
- Ак-Коюнлу — Ахмад-бек, бей (1378/1379 — 1403)
- Анатолийские бейлики —
  - Айдыногуллары — 
    - Иса I, бей (1360 — 1390)
    - бейлик завоеван османами (1390 — 1402)

  - Артукиды — Иса аз-Захир, эмир Мардина (1376 — 1406)
  - Гермиян — 
    - Якуб II, бей (1388 — 1390, 1402 — 1411, 1413 — 1429)
    - бейлик завоеван османами (1390 — 1402)

  - Зулькадар — Сули Шабан, бей (1386 — 1398)
  - Исфендиярогуллары — Исфендияр, бей (1385 — 1440)
  - Караманиды — Алаэддин Али I, бейлербей (1361 — 1398)
  - Ментеше — Ахмад Гази Тадж ад-дин, бей (1375 — 1391)
  - Рамазаногуллары (Рамаданиды) — Шихабеддин Ахмед, бей (1383 — 1416)
  - Саруханогуллары — 
    - Хызыр-шах, бей (1362 — 1390)
    - бейлик завоеван османами (1390 — 1402)

  - Хамидиды — Хусайн Камал ад-дин, бей (1375 — 1391)
  - Эретна — Бархан ад-Дин, султан (1366 — 1398)
- Грузинское царство — Баграт V Великий, царь (1360 — 1393)
  - Самцхе-Саатабаго — Ахбугха I, атабег (1389 — 1395)
- Бруней — Мухаммад Шах, султан (1368 — 1402)
- Дайвьет — Чан Тхуан Тонг, император[англ.] (1388 — 1398)
- Имеретинское царство — Георгий I, царь (1389 — 1392)
- Индия —
  - Амбер (Джайпур) — Нарсингх Део, раджа[кат.] (1388 — 1413)
  - Ахом — междуцарствие (1389 — 1397)
  - Бахманийский султанат — Мухаммад-шах II, султан (1378 — 1397)
  - Бенгальский султанат — 
    - Сикандар Шах I, султан (1358 — 1390)
    - Гийас ад-дин Азам Шах, султан (1390 — 1410)

  - Бунди — Хамули, раджа (1384 — 1400)
  - Бхавнагар — Виджоджи Дангаржи, раджа (1370 — 1395)
  - Венад[англ.] — Рави Варма, махараджа[англ.] (1383 — 1416)
  - Виджаянагарская империя — Харихара Райя II, махараджадхираджа (1377 — 1404)
  - Восточные Ганги[англ.] — Нарасимха Дева IV, царь[англ.] (1379 — 1424)
  - Делийский султанат — 
    - Абу Бакр-шах, султан (1389 — 1390)
    - Насир ад-дин Мухаммад-шах III, султан (1390 — 1393)

  - Дунгарпур — Махипал Сингх I, раджа (1386 — 1398)
  - Камата — Гаджанка, махараджа (1385 — 1400)
  - Качари — Викрамадитьяпха, царь (ок. 1386 — ок. 1411)
  - Кашмир — Сикандар Бутшикан, султан (1389 — 1413)
  - Манипур — Табунгба, раджа[англ.] (1359 — 1394)
  - Марвар (Джодхпур) — Чанда, раджа (1383 — 1424)
  - Мевар — Лакха Сингх, махарана (1382 — 1421)
  - Редди[англ.] — Кумарагири, раджа[кат.] (1386 — 1402)
  - Синд — Низам-уд-Дин, джем (султан)[англ.] (1389 — 1391)
  - Сирохи — Рамрал, раджа (1374 — 1392)
- Индонезия —
  - Маджапахит — Викрамавардхана, раджасанагра (1389 — 1429)
  - Пасай — Зайнал Абидин I, султан (1349 — 1406)
  - Сунда — Нискала Васту Канкана, махараджа (1371 — 1475)
  - Тернате — Комала Пулу (Бесси Мухаммад Хасан), султан (1377 — 1432)
- Ирак —
  -  Джалаириды — Ахмед, султан (1382 — 1410)
- Иран —
  -  Каркия — Хади Кия, эмир (1389 — 1394)
  -  Мараши[англ.] — 
    - Камаль аль-Дин, эмир[англ.] (1362 — 1393)
    - Рида аль-Дин, эмир[англ.] (1362 — 1393)

  -  Музаффариды — 
    - Яхья, эмир (в Ширазе) (1387 — 1391)
    - Ахмад, эмир (в Кермане) (1387 — 1391)
    - Мансур, эмир (в Фарсе и Исфахане) (1387 — 1391)

  -  Хазараспиды — Малик Пир Ахмад, атабек (1378 — 1408)
- Йемен —
  -  Расулиды — Малик Пир Ахмад, эмир (1377 — 1400)
- Кара-Коюнлу — Кара Юсуф, бей (1388 — 1420)
- Кедах — Сулейман Шах I, султан[англ.] (1373 — 1422)
- Кипрское королевство — Яков I, король (1382 — 1398)
- Китай (Империя Мин)  — Чжу Юаньчжан, император (1368 — 1398)
- Кхмерская империя (Камбуджадеша) — Томма Саок, царь[англ.] (1373 — 1393)
- Корея (Корё)  — Конъян, ван (1389 — 1392)
- Лансанг  — Самсенетай, король (1373 — 1416)
- Лемро — 
  - Тхиварит, царь[англ.] (1387 — 1390)
  - Тхинхсе, царь[англ.] (1390 — 1394)
- Мальдивы — Хассан I, султан (1388 — 1398)
- Михрабаниды[англ.] — Тадж аль-Дин Шах-и Шахан, малик[англ.] (1383 — 1403)
- Монгольская империя — 
  - Золотая Орда (Улус Джучи) — Тохтамыш, хан (1380 — 1395)
  - Северная Юань — Дзоригту-хан (Есудэр), великий хан (1388 — 1391)
- Мьянма — 
  - Ава — Сва Со Ке, царь[англ.] (1367 — 1400)
  - Хантавади — Разадарит, царь[англ.] (1384 — 1421)
- Османская империя — Баязид I, султан (1389 — 1402)
- Рюкю — 
  - Нандзан — Офусато, ван (1314 — 1398)
  - Тюдзан — Сатто, ван (1355 — 1397)
  - Хокудзан — Хандзи, ван (1314 — 1395)
- Сингапура[англ.] — Парамешвара, раджа[англ.] (1389 — 1398)
- Таиланд — 
  - Аютия — Рамесуан, король (1369 — 1370, 1388 — 1395)
  - Ланнатай — Саенмуеангма, король[англ.] (1385 — 1401)
  - Сукхотаи (Сиам) — Леутхай (Таммарача II), король (1368 — 1399)
- Тибет — Гонгма Дракпа Гяльцен, типон[англ.] (1385 — 1432)
- Трапезундская империя — 
  - Алексей III, император (1349 — 1390)
  - Мануил III, император (1390 — 1417)
- Туран (Государство Тимуридов) —  Тамерлан, великий эмир (1370 — 1405)
  - Мавераннахр — Махмуд, хан (1384 — 1402)
  - Могулистан — Хизр-Ходжа, хан  (1389 — 1399)
- Тямпа — 
  - Те Бонг Нга (По Бинасуор), царь (1360 — 1390)
  - Ко Тенг, царь (1390 — 1400)
- Филиппины — 
  - Тондо — Гамбанг, раджа (ок. 1390 — ок. 1420)
- Ширван — Ибрагим I, ширваншах (1382 — 1417)
- Шри-Ланка — 
  - Гампола[англ.] — Бхуванаикабаху V, царь (1372/1374 — 1391/1392)
  - Джафна — Сеавеера Синкайярийян, царь[фр.] (1380 — 1410)
- Япония — 
  - Ёсинари (император Го-Камэяма), император (1383 — 1392)
  - Северный Двор — Мотохито (император Го-Комацу), император (1382 — 1392)
  - Сёгунат Муромати — Асикага Ёсимицу, сёгун (1368 — 1394)

## Америка
- Аскапоцалько — Тесосомок, тлатоани (1343 — 1426)
- Куско — Яуар Уакак, сапа инка (1380 — 1410)
- Теночтитлан — Акамапичтли, Теночтитлан (1376 — 1395)
- Тескоко — Течотлалацин, тлатоани (1357 — 1409)

## Африка
- Абдальвадиды (Зайяниды) — Абу Ташифун II, султан (1389 — 1393)
- Бенинское царство — Эгбека, оба[англ.] (1366 — 1397)
- Борну — Бир III, маи[нем.] (1383 — 1415)
- Варсангали[англ.] — Сиисе I, султан[англ.] (1375 — 1392)
- Вогодого — Куда, нааба (ок. 1380 — ок. 1400)
- Джолоф — 
  - Сар Н'Дайе, буур-ба[англ.] (ок. 1370 — ок. 1390)
  - Н'Диклам Сар, буур-ба[англ.] (ок. 1390 — ок. 1420)
- Египет (Мамлюкский султанат) — 
  - Хаджжи II ас-Салих, султан (1382, 1389 — 1390)
  - Баркук, султан (1382 — 1389, 1390 — 1399)
- Йифат — Саад аль-Дин II, султан (ок. 1373 — ок. 1415)
- Кано[англ.] — 
  - Бугайя, султан[англ.] (1385 — 1390)
  - Канеджеджи, султан[англ.] (1390 — 1410)
- Килва — Хуссейн ибн Сулейман, султан (1389 — 1412)
- Мали — 
  - Сандаки, манса (1388 — 1390)
  - Маган III (Махмуд I), манса (1390 — ок. 1404)
- Мариниды — Абу аль-Аббас Ахмад, султан (1374 — 1384, 1387 — 1393)
- Нри[англ.] — Джиофо I, эзе[англ.] (1300 — 1390)
- Свазиленд — Нкоси I, вождь (ок. 1355 — ок. 1400)
- Хафсиды — Абу аль-Аббас Ахмад II, халиф (1371 — 1394)
- Эфиопия — Давит I, император (1382 — 1413)

## Европа
- Албания —
  - Албания — Джиержи Топия, князь (1388 — 1392)
  - Артский деспотат — Гин Буа Шпата, деспот (1374 — 1399)
  - Валонский деспотат — Ксения Комнина, деспот (1385 — 1396)
  - Гирокастра — Гьон Зенебиши, князь (1386 — 1418)
  - Дукаджини — 
    - Пал I Дукаджини, князь (1387 — 1393)
    - Лека I Дукаджини, князь (1387 — 1393)

  - Кастриоти — Гьон Кастриоти, князь (1389 — 1437)
  - Музаки — Теодор II Музаки, князь (1389 — 1417)
- Англия — Ричард II, король (1377 — 1399)
- Афинское герцогство — Нерио I Аччайоли, герцог (1387 — 1394)
- Ахейское княжество — без князя (1386 — 1396)
- Болгарское царство — Иван Шишман, царь (1371 — 1395)
- Боснийское королевство — Твртко I, король (1377 — 1391)
- Валахия — Мирча I Старый, господарь (1386 — 1395, 1396 — 1418)
- Венгрия — 
  - Мария, королева (1382 — 1385, 1386 — 1395)
  - Сигизмунд, король (1387 — 1437)
- Видинское царство — Иван Срацимир, царь (1371 — 1396)
- Византийская империя — 
  - Иоанн V Палеолог, император (1341 — 1376, 1379 — 1390, 1390 — 1391)
  - Иоанн VII Палеолог, император (1390)
- Дания — Маргрете I, королева (1387 — 1412)
- Ирландия —
  - Десмонд — 
    - Домналл Ог Маккарти, король (1359 — 1390)
    - Тадг на Майнистрех Маккарти, король (1390 — 1428)

  - Коннахт — Тойрдхелбнах Ог Донн О Конхобар, король (1384 — 1406)
  - Тир Эогайн — Ниалл Мор мак Реамайр, король (1364 — 1397)
  - Томонд — Бриан Стремах O’Брайен, король (1369 — 1400)
- Испания —
  - Ампурьяс — Хуан I, граф (1364 — 1386, 1387 — 1398)
  - Арагон — Хуан I Охотник, король (1387 — 1396)
  - Гранадский эмират — Мухаммад V аль-Гани, эмир (1354 — 1359, 1362 — 1391)
  - Кастилия и Леон — 
    - Хуан I, король (1379 — 1390)
    - Энрике III, король (1390 — 1406)

  - Наварра — Карл III Благородный, король (1387 — 1425)
  - Пальярс Верхний — Уго Роже II, граф (1369 — 1416)
  - Прованс — Людовик II Анжуйский, граф (1384 — 1417)
  - Урхель — Педро II, граф (1347 — 1408)
- Италия —
  - Венецианская республика — Антонио Веньер, дож (1382 — 1400)
  - Генуэзская республика — 
    - Антониотто Адорно, дож (1378, 1384 — 1390, 1391 — 1392, 1394 — 1396)
    - Джакомо Кампофрегозо, дож (1390 — 1391)

  - Мантуя — Франческо I Гонзага, народный капитан и сеньор (1382 — 1407)
  - Милан — Джан Галеаццо Висконти, синьор (1378 — 1395)
  - Монферрат — Теодоро II, маркграф (1381 — 1418)
  - Салуццо — Фредерико II, маркграф (1357 — 1396)
  - Неаполитанское королевство — Владислав, король (1386 — 1414)
  - Сицилийское королевство — Мария, королева (1377 — 1401)
  - Феррара и Модена — Альберто V д’Эсте, маркиз (1388 — 1393)
  - Флорентийская республика — Мазо Альбицци, глава правительства (1382 — 1417)
- Литовское княжество — Ягайло, великий князь (1377 — 1381, 1382 — 1392)
  -  Киевское княжество — Владимир Ольгердович, князь (ок. 1362 — 1395)
- Молдавское княжество — Пётр I Мушат, господарь (1375 — 1391)
- Мэн — Уильям II Монтегю, король (1344 — 1393)
- Наксосское герцогство — Франческо I Криспо, герцог (1383 — 1397)
- Норвегия — 
  - Маргарита I Датская, королева (1387 — 1412)
  - Эрик Померанский, король (1389 — 1442)
- Островов королевство — Дональд Макдональд, король Островов и Кинтайра (1386 — 1423)
- Папская область — 
  - Бонифаций IX, папа римский (1389 — 1404)
  - Климент VII, антипапа (1378 — 1394)
- Польша — 
  - Ядвига, королева (1384 — 1399)
  - Владислав II Ягелло, король (1386 — 1434)
  - Иновроцлавское княжество — Владислав Опольчик, князь (1378 — 1392)
  - Мазовецкое княжество — 
    - Варшавское княжество — Януш Мазовецкий, князь[англ.] (1373/1374 — 1429)
    - Равское княжество — Земовит IV Плоцкий, князь[пол.] (1373/1374 — 1426)
- Португалия — Жуан I Добрый, король (1385 — 1433)
- Русские княжества — 
  -  Владимирское княжество — Василий I Дмитриевич, великий князь (1389 — 1425)
    -  Московское княжество — Василий I Дмитриевич, великий князь (1389 — 1425)
      -  Галич-Мерское княжество — Юрий Дмитриевич, князь (1389 — 1433)
      -  Дмитровское княжество — Пётр Дмитриевич, князь (1389 — 1428)
      -  Можайское княжество — Андрей Дмитриевич, князь (1389 — 1432)
      -  Серпуховско-Боровское княжество — Владимир Андреевич Храбрый, князь (1358 — 1410)
      -  Углицкое княжество — Пётр Дмитриевич, князь (1389 — 1405)

    -  Нижегородско-Суздальское великое княжество — Борис Константинович, князь (1383 — 1392)
      -  Суздальское княжество — 
        - Василий Дмитриевич Кирдяпа, князь (1383 — 1392)
        - Симеон Дмитриевич, князь (1383 — 1392)

    -  Ростовское княжество — 
      - Александр Константинович, князь Ростово-Борисоглебский (1365 — 1404)
      - Андрей Федорович, князь Ростово-Усретинский (1331 — 1360, 1364 — 1409)

    -  Стародубское княжество — Фёдор Андреевич, князь (ок. 1380 — ок. 1425)
    -  Ярославское княжество — Иван Васильевич Большой, князь (ок. 1380 — ок. 1426)

  -  Брянское (Черниговское) княжество — Роман Михайлович Молодой, князь (ок. 1356 — ок. 1370, ок. 1375 — ок. 1401)
  -  Галицко-Волынское княжество — 
    -  Волынское княжество — 
      - Фёдор Любартович, князь (1383 — 1390, 1431)
      - по договору 1392 года отошло к Литве

  -  Новгородское княжество — Лугвений Ольгердович, князь (1389 — 1392, 1407 — 1412)
  -  Псковское княжество — Иван Андреевич, князь (1386 — 1394)
  -  Рязанское княжество — Олег Иванович, князь (1350 — 1371, 1372 — 1402)
  -  Смоленское княжество — Юрий Святославич, князь (1386 — 1392, 1401 — 1404)
  -  Тверское княжество — Михаил Александрович, великий князь (1382 — 1399)
    -  Кашинское княжество — Борис Михайлович, князь (1389 — 1395)
    -  Холмское княжество — Иван Всеволодович, князь (1364 — 1402)
- Священная Римская империя — Венцель, король Германии (1378 — 1400)
  - Австрия — 
    - Верхняя Австрия — 
      - Вильгельм, герцог (1386 — 1396)
      - Леопольд IV, герцог (1386 — 1396)

    - Нижняя Австрия — Альбрехт III, герцог (1379 — 1395)

  - Ангальт — 
    - Ангальт-Бернбург — Отто III, князь (1374 — 1404)
    - Ангальт-Цербст — 
      - Сигизмунд I, князь (1382 — 1396)
      - Альберт IV, князь (1382 — 1396)
      - Вальдемар III, князь (1382 — 1391)

  - Бавария — 
    - Бавария-Ландсхут — 
      - Иоганн II, герцог (1375 — 1392)
      - Стефан III, герцог (1375 — 1392)
      - Фридрих, герцог (1375 — 1393)

    - Бавария-Штраубинг — Альбрехт, герцог (1353 — 1404)

  - Баден — 
    - Бернхард I, маркграф (1372 — 1431)
    - Рудольф VII, маркграф (1372 — 1391)
    - Баден-Хахберг — 
      - Иоганн, маркграф (1386 — 1409)
      - Хессо, маркграф (1386 — 1410)

  - Бар — Роберт I, герцог (1354 — 1411)
  - Берг — Вильгельм I, герцог (1380 — 1408)
  - Брабант и Лимбург — Жанна, герцогиня (1355 — 1406)
  - Бранденбург — Йост, курфюрст (1388 — 1411)
  - Брауншвейг — 
    - Брауншвейг-Вольфенбюттель — Фридрих I, герцог (1373 — 1400)
    - Брауншвейг-Гёттинген[англ.] — Отто I, герцог[нем.] (1367 — 1394)
    - Брауншвейг-Грубенхаген — Эрик I, герцог (ок. 1383 — 1427)
    - Брауншвейг-Люнебург — 
      - Бернхард I, герцог (1388 — 1409, 1428 — 1434)
      - Генрих I Мягкий, герцог (1388 — 1416)

  - Вальдек — Генрих VI, граф (1369 — 1397)
  - Вюртемберг — Эберхард II Сварливый, граф (1344 — 1392)
  - Гелдерн — Вильгельм I, герцог (1379 — 1402)
  - Гессен — Герман II, ландграф (1376 — 1413)
  - Голландия — Альбрехт I Баварский, граф (1388 — 1404)
  - Гольштейн — 
    - Гольштейн-Киль[англ.] — 
      - Адольф VII, граф (1359 — 1390)
      - в 1390 году объединено с Гольштейн-Рендсбургом

    - Гольштейн-Пиннеберг — Оттон I, граф (1370 — 1404)
    - Гольштейн-Плён[англ.] — 
      - Адольф VII, граф (1359 — 1390)
      - в 1390 году объединено с Гольштейн-Рендсбургом

    - Гольштейн-Рендсбург[англ.] — 
      - Николас, граф (1340 — 1397)
      - Герхард VI, граф (1384 — 1404)
      - Альбрехт II, граф (1384 — 1397)

  - Кёльнское курфюршество — Фридрих фон Саарверден, курфюрст (1370 — 1414)
  - Клеве — Адольф I, граф (1368 — 1394)
  - Лотарингия — 
    - Жан I, герцог (1346 — 1390)
    - Карл II, герцог (1390 — 1431)

  - Люксембург — Йост, герцог (1388 — 1411)
  - Майнцское курфюршество — 
    - Адольф I фон Нассау, курфюрст (1381 — 1390)
    - Конрад II фон Вайнсберг, курфюрст (1390 — 1396)

  - Марк — Энгельберт III, граф (1347 — 1391)
  - Мейсенская марка — Вильгельм I Одноглазый, маркграф (1382 — 1407)
  - Мекленбург — 
    - Альбрехт III, герцог (1384 — 1412)
    - Иоганн IV, герцог (1384 — 1422)
    - Верле-Варен — Иоганн VI, князь (1382 — ок. 1395)
    - Верле-Гюстров — Лоренц, князь (ок. 1360 — 1393)

  - Монбельяр — Этьен де Монфуко, граф (1367 — 1397)
  - Намюр — Гильом I, маркграф (1337 — 1391)
  - Нассау — 
    - Нассау-Байлштайн[нем.] — 
      - Генрих II, граф (1388 — 1410)
      - Рейнхард, граф (1388 — 1412)

    - Нассау-Вейльбург — Филипп I, граф (1371 — 1429)
    - Нассау-Висбаден-Идштейн[нем.] — Вальрам IV, граф (1386 — 1393)
    -  Нассау-Дилленбург[англ.] — Иоганн I, граф (1351 — 1416)
    - Нассау-Зонненберг — 
      - Руперт, граф[нем.] (1355 — 1390)
      - в 1390 году объединено с Нассау-Вилбург

    - Нассау-Саарбрюккен — Филипп I, граф (1381 — 1429)
    -  Нассау-Хадамар[нем.] — Эмих III, граф (1365 — 1394)

  - Ольденбург — 
    - Конрад II, граф (1347 — 1401)
    - Кристиан V, граф (1368 — 1398)

  - Померания — 
    - Померания-Барт — Вартислав VI, герцог (1376 — 1394)
    - Померания-Вольгаст — Богуслав VI, герцог (1365 — 1393)
    - Померания-Слупск — Вартислав VII, герцог (1377 — 1394/1395)
    - Померания-Щецинец — Вартислав V, герцог (1368 — 1390)
    - Померания-Щецин — 
      - Святобор I, герцог (1372 — 1413)
      - Богуслав VII, герцог (1372 — 1404/1405)

  - Пфальц — 
    - Рупрехт I, курфюрст (1356 — 1390)
    - Рупрехт II, курфюрст (1390 — 1398)

  - Савойя — Амадей VII Рыжый, граф (1383 — 1391)
  - Саксония — 
    - Саксен-Виттенберг — Рудольф III, курфюрст (1388 — 1419)
    - Саксен-Бергедорф-Мёльн — Эрих III, герцог (1370 — 1401)
    - Саксен-Ратцебург-Лауэнбург — Эрих IV, герцог (1368 — 1412)

  - Трирское курфюршество — Вернер фон Фалькенштайн, курфюрст (1388 — 1417)
  - Тюрингия — Балтазар, ландграф (1349 — 1406)
  - Хахберг-Заузенберг — Рудольф III, маркграф (1352 — 1428)
  - Чехия — Вацлав IV, король (1378 — 1419)
    - Моравская марка — 
      - Йост, макграф (1375 — 1411)
      - Прокоп, маркграф (1375 — 1405)

    - Силезские княжества —
      - Бжегское княжество — Людвик Бжегский, князь (1358 — 1398)
      - Бытомское княжество — 
        - Пшемыслав I Носак, князь (1358 — 1405)
        - Конрад II Серый, князь (1366 — 1403)

      - Глогувское княжество — Генрих VII Средний, князь (1369 — 1395)
      - Глубичское княжество — Микулаш III Опавский, князь (1377 — 1394)
      - Зембицкое княжество — Болеслав III Зембицкий, князь (1358 — 1410)
      - Легницкое княжество — 
        - Рупрехт I Легницкий, князь (1364 — 1409)
        - Вацлав II Легницкий, князь (1364 — 1419)
        - Болеслав IV Легницкий, князь (1364 — 1394)
        - Генрих VIII Легницкий, князь (1364 — 1398)

      - Немодлинско-Стрелецкое княжество — 
        - Болко IV Опольский, князь (1382 — 1400)
        - Генрих II Немодлинский, князь (1382 — 1394)
        - Бернард Немодлинский, князь (1382 — 1450)

      - Олесницкое княжество — Конрад II Серый, князь (1366 — 1403)
      - Опавское княжество — Пржемысл I Опавский, князь (1377 — 1433)
      - Опольское княжество — Владислав Опольчик, князь (1356 — 1401)
      - Освенцимское княжество — Ян III Освенцимский, князь (1376 — 1405)
      - Ратиборско-крновское княжество — Ян II Железный, князь (1380/1382 — 1424)
      - Саганское (Жаганьское) княжество — Генрих VI Старший, князь (1369 — 1393)
      - Свидницкое княжество — Агнес Австрийская, княгиня (1368 — 1392)
      - Сцинавское княжество — 
        - Генрих VI Старший, князь[пол.] (1369 — 1393)
        - Генрих VII Средний, князь[пол.] (1369 — 1395)

      - Тешинское (Цешинское) княжество — Пшемыслав I Носак, князь (1358 — 1410)
      - Яворское княжество — Агнес Австрийская, княгиня (1368 — 1392)

  - Шлезвиг — Герхард VI, герцог[англ.] (1386 — 1404)
  - Эно (Геннегау) — Альбрехт Баварский, граф (1388 — 1404)
  - Юлих — Вильгельм II, герцог (1361 — 1393)
- Сербия — 
  - Вельбуждское княжество — Константин Драгаш, деспот (1378 — 1395)
  - Вукова земля — Вук Бранкович, князь (1371 — 1396)
  - Зета — Георгий II Балшич, господарь (1385 — 1403)
  - Моравская Сербия — Стефан Лазаревич, князь (1389 — 1402)
  - Прилепское королевство — Марко Мрнявчевич, король (1371 — 1395)
- Тевтонский орден — Конрад Цёлльнер фон Ротенштайн, великий магистр (1382 — 1390)
  - Ливонский орден — Веннемар фон Брюггеноэ, ландмейстер (1389 — 1401)
- Франция — Карл VI Безумный, король (1380 — 1422)
  - Арманьяк — Жан III Толстый, граф (1384 — 1391)
  - Блуа — Ги II де Шатильон, граф (1381 — 1397)
  - Бретань — Жан V де Монфор, герцог (1345 — 1399)
  - Бургундия (герцогство) — Филипп II Смелый, герцог (1363 — 1404)
  - Овернь и Булонь — Жан II, граф (1386 — 1404)
  - Фландрия — Маргарита III, графиня (1384 — 1405)
  - Фуа — Гастон III, граф (1343 — 1391)
- Швеция — Маргарита I Датская, королева (1389 — 1412)
- Шотландия — 
  - Роберт II, король (1371 — 1390)
  - Роберт III, король (1390 — 1406)
- Эпирское царство — Исав де Буондельмонти, деспот (1385 — 1411)

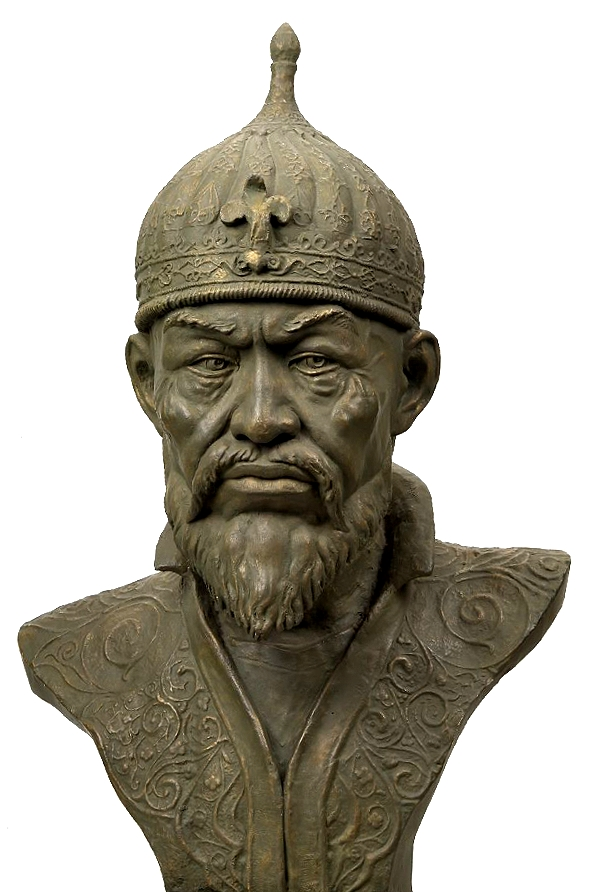
Тамерлан (Тимур) 1370-1405 Великий эмир Тимуридов
Чжу Юаньчжан 1368-1398 Император Мин
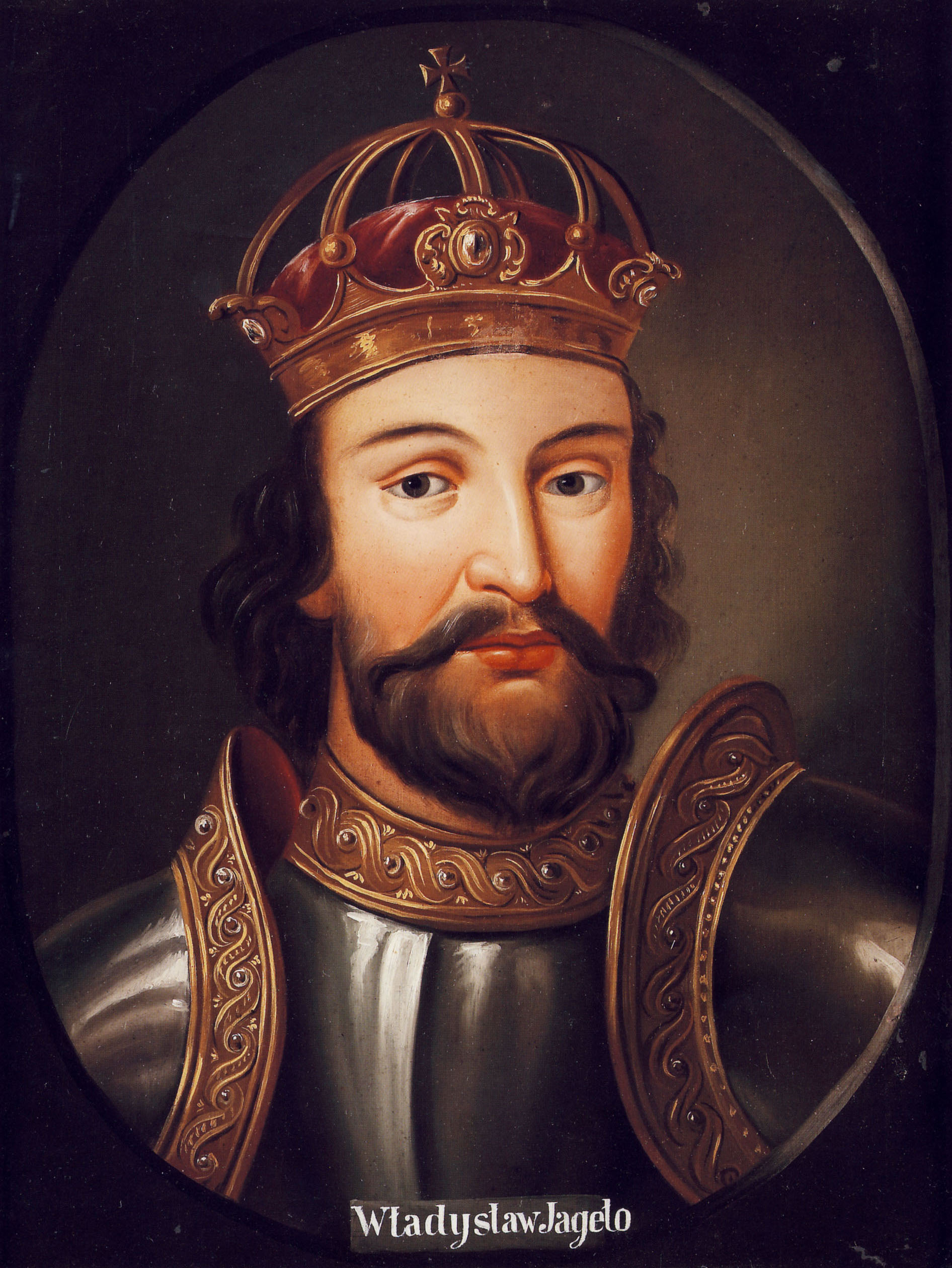
Владислав II Ягелло 1386-1392 Король Польши и Великий князь Литовский
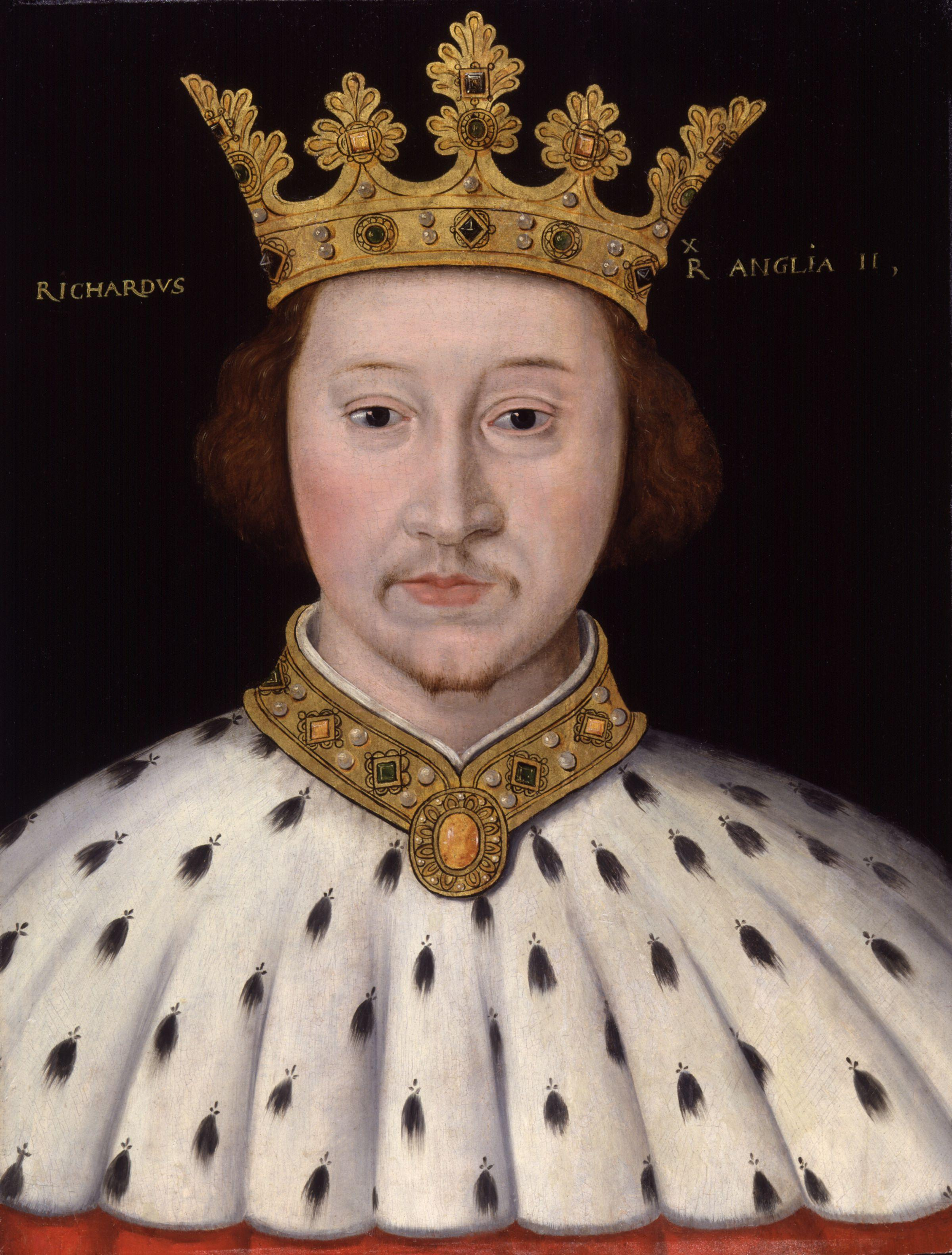
Ричард II 1377-1399 Король Англии
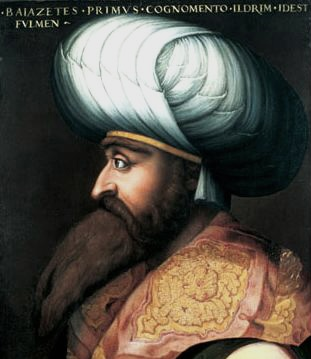
Баязид I 1389-1402 Османский султан
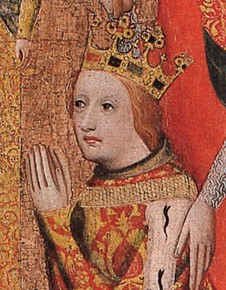
Венцель 1378-1400 Король Германии, король Чехии
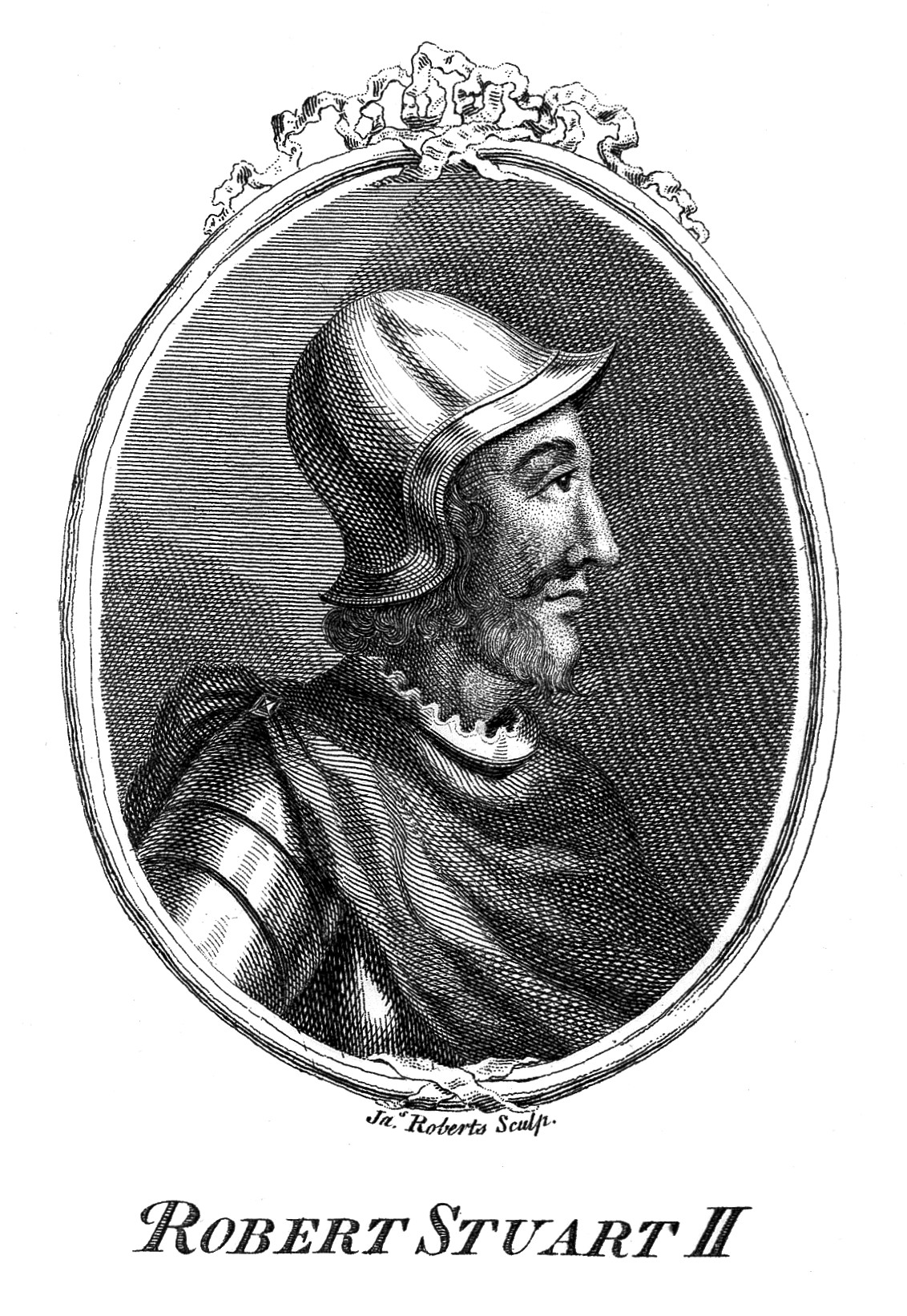
Роберт II 1371-1390 Король Шотландии
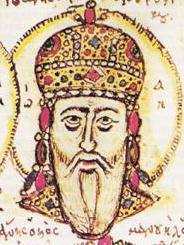
Иоанн V 1341-1376,1379-1391 Император Византии
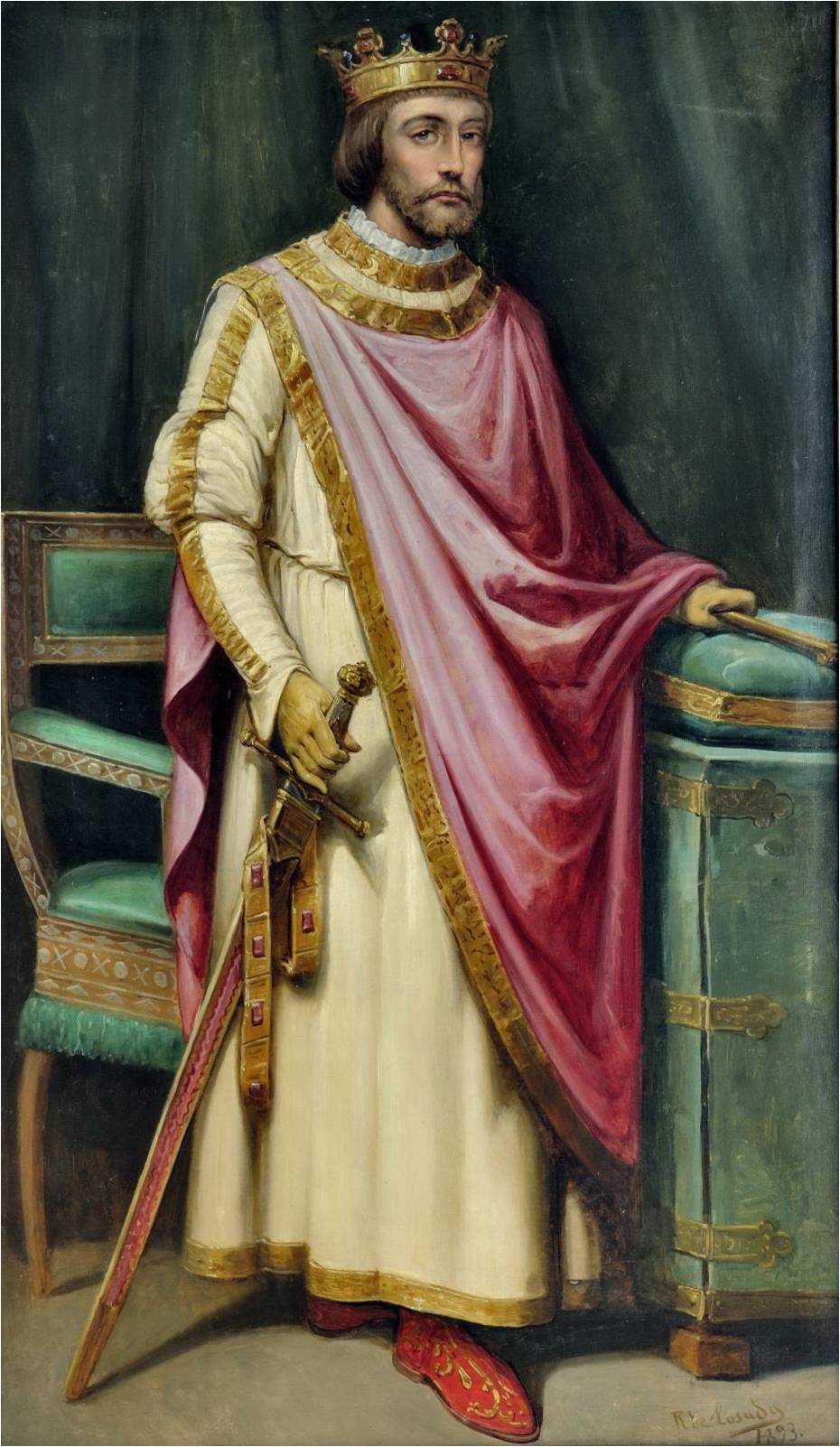
Хуан I 1379-1390 Король Кастилии и Леона
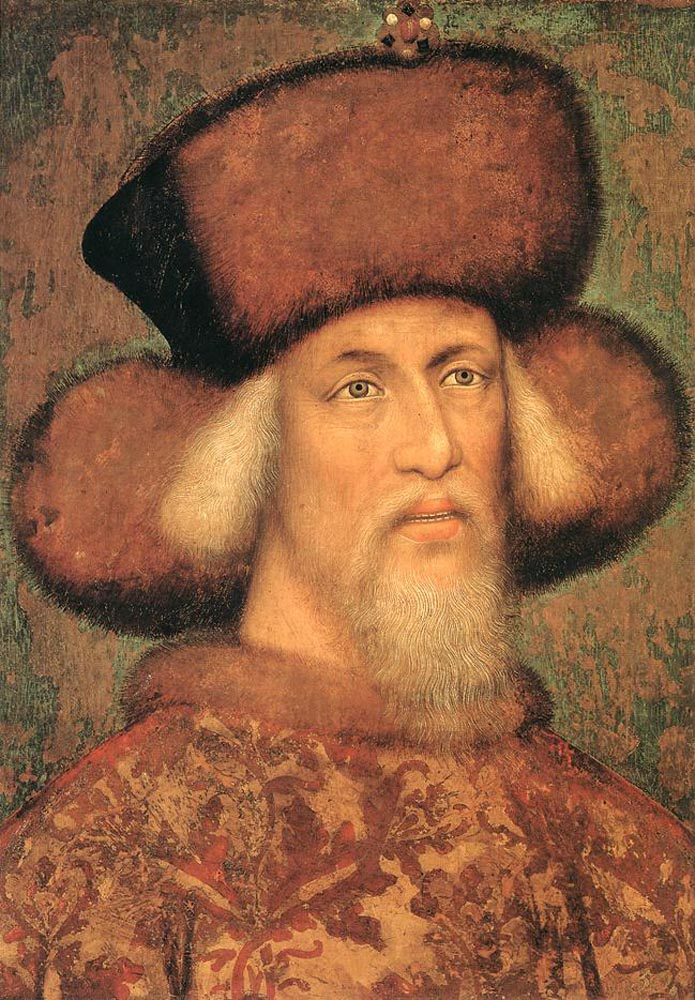
Сигизмунд 1387-1437 Король Венгрии
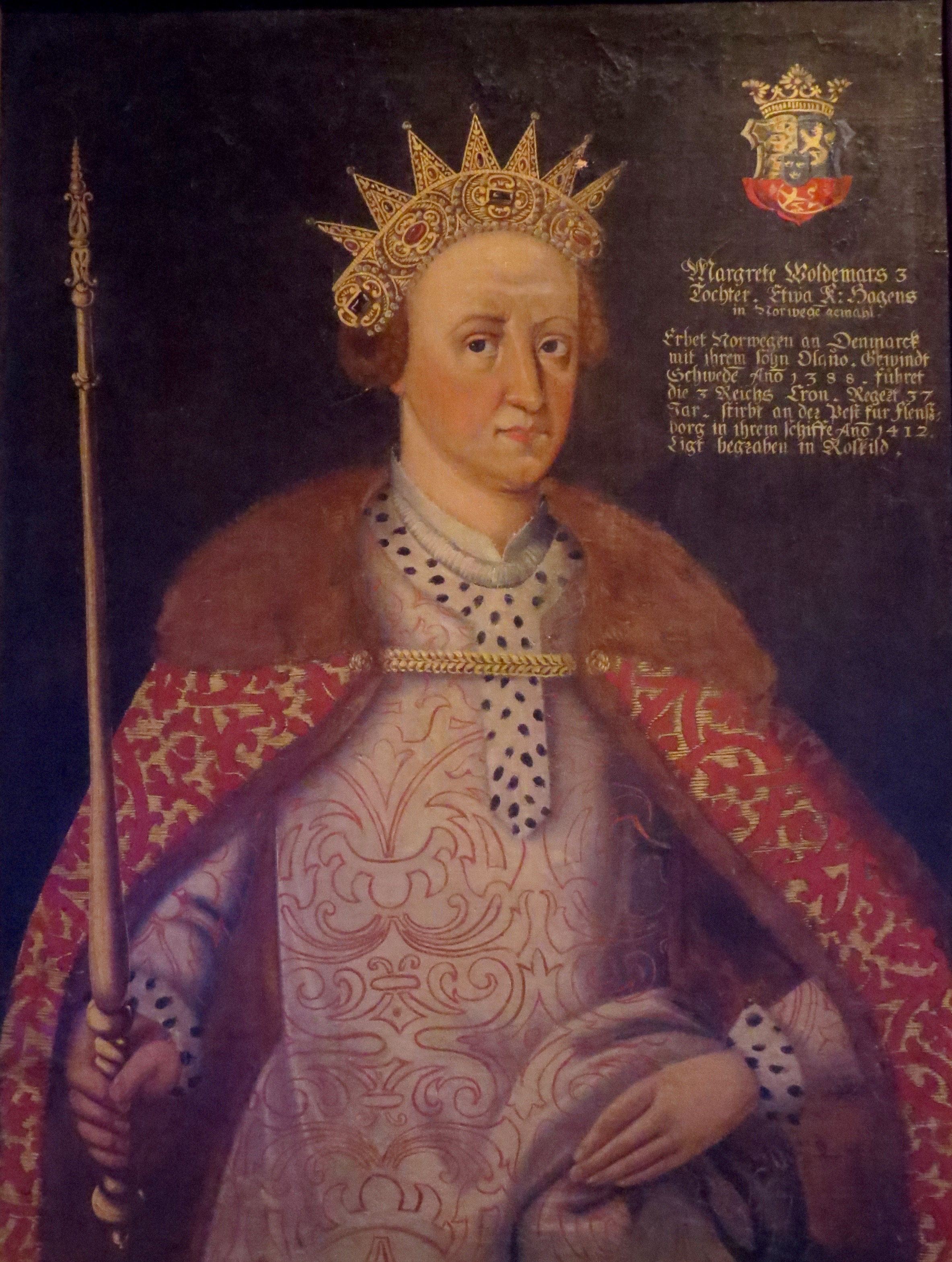
Маргарита I Датская 1387-1412 Королева Дании, Норвегии и Швеции
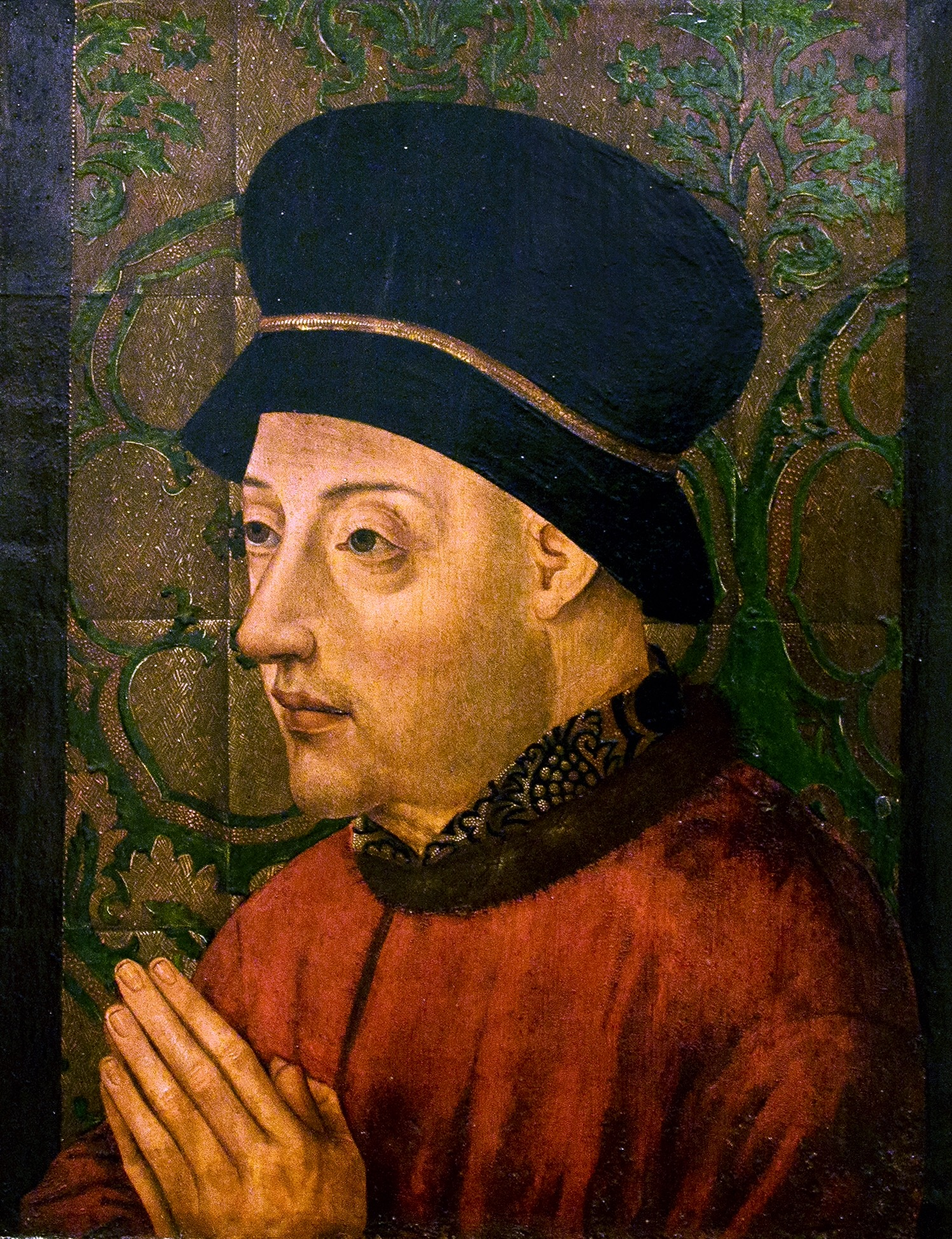
Жуан I 1385-1433 Король Португалии
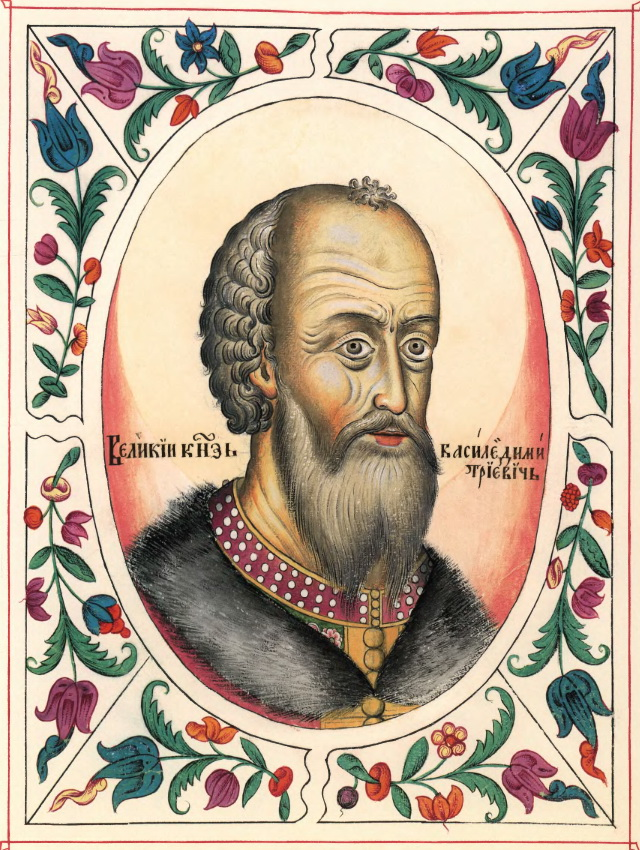
Василий I Дмитриевич 1389-1425 Великий князь Владимирский и Московский
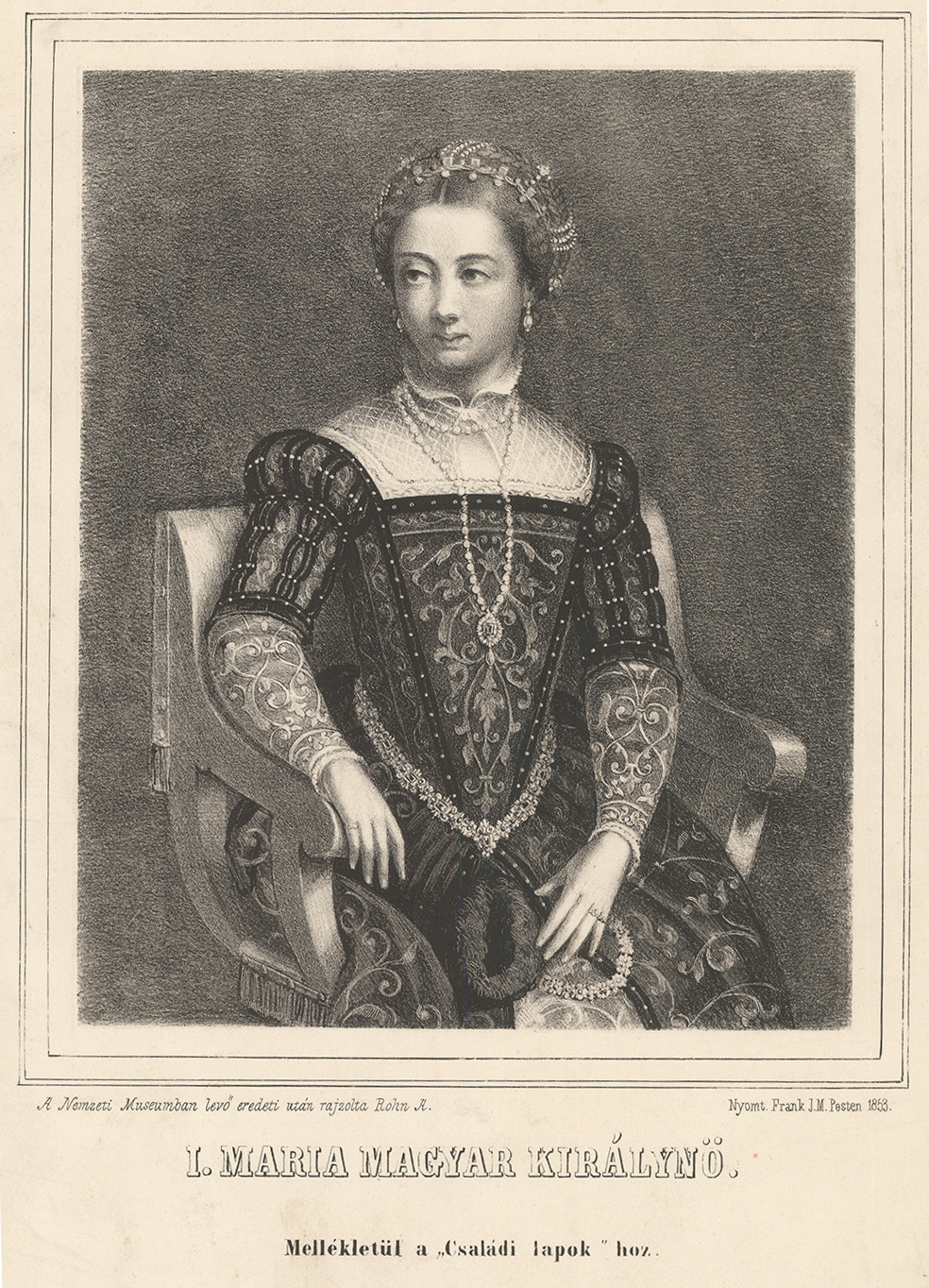
Мария 1382-1385,1386-1395 Королева Венгрии
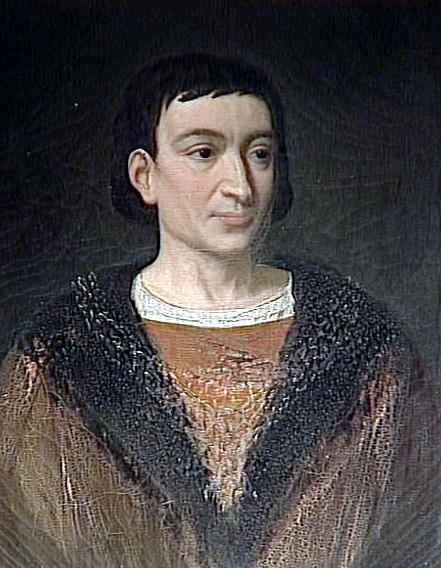
Карл VI Безумный 1380-1422 Король Франции
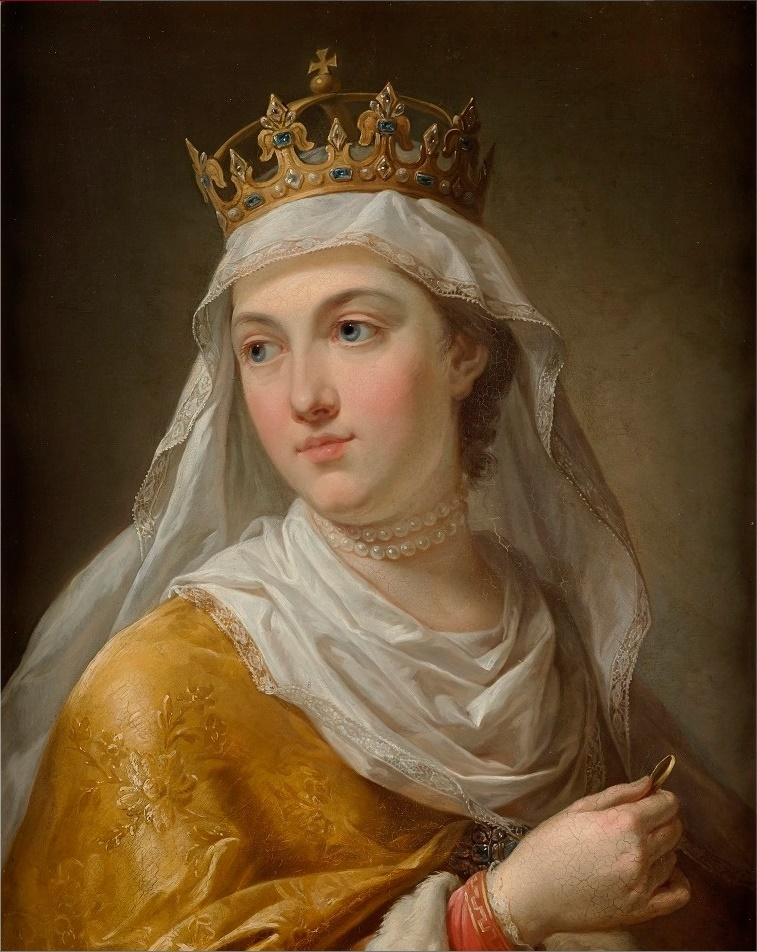
Ядвига 1383-1399 Королева Польши
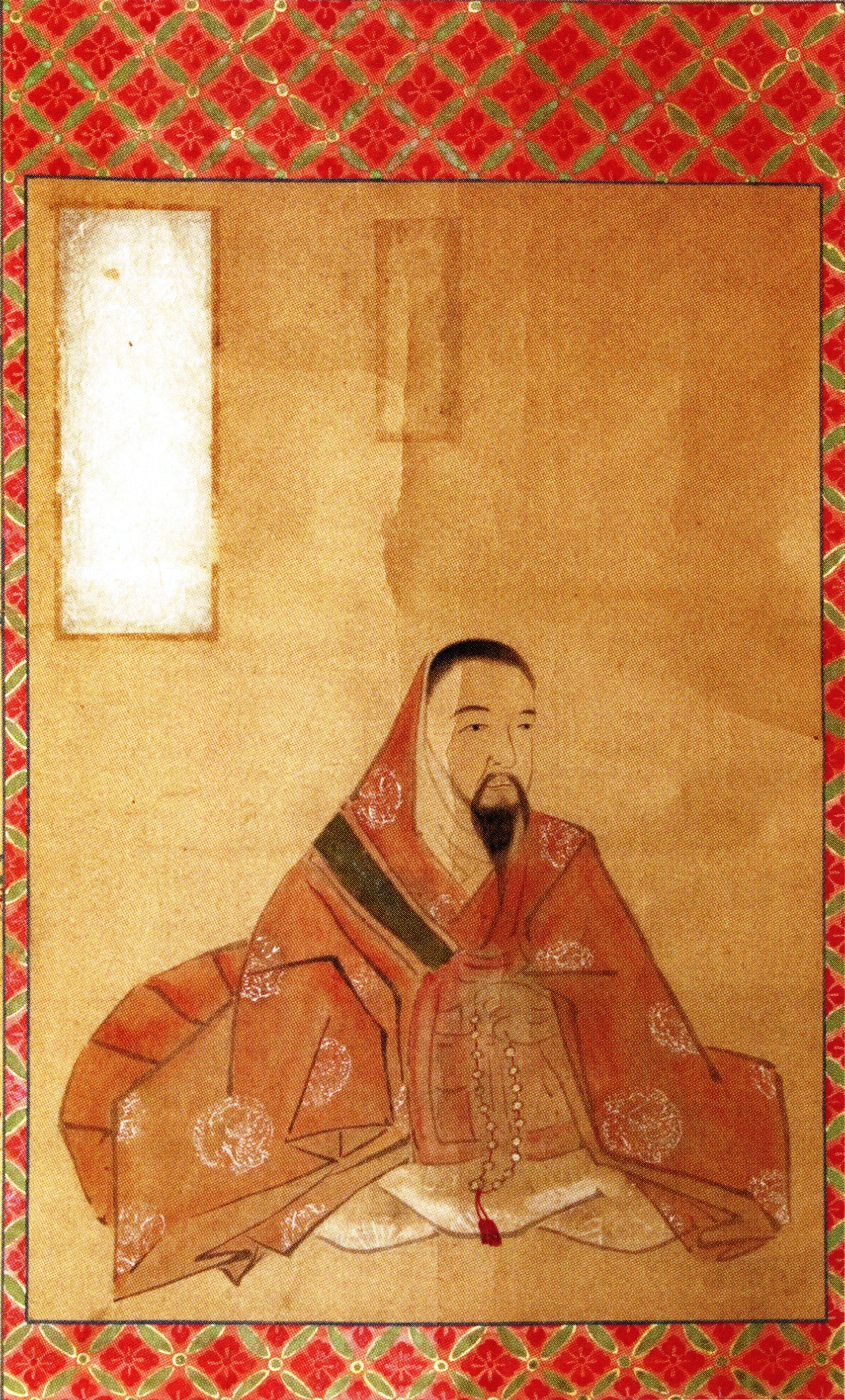
Император Го-Камэяма 1383-1392 Император Японии
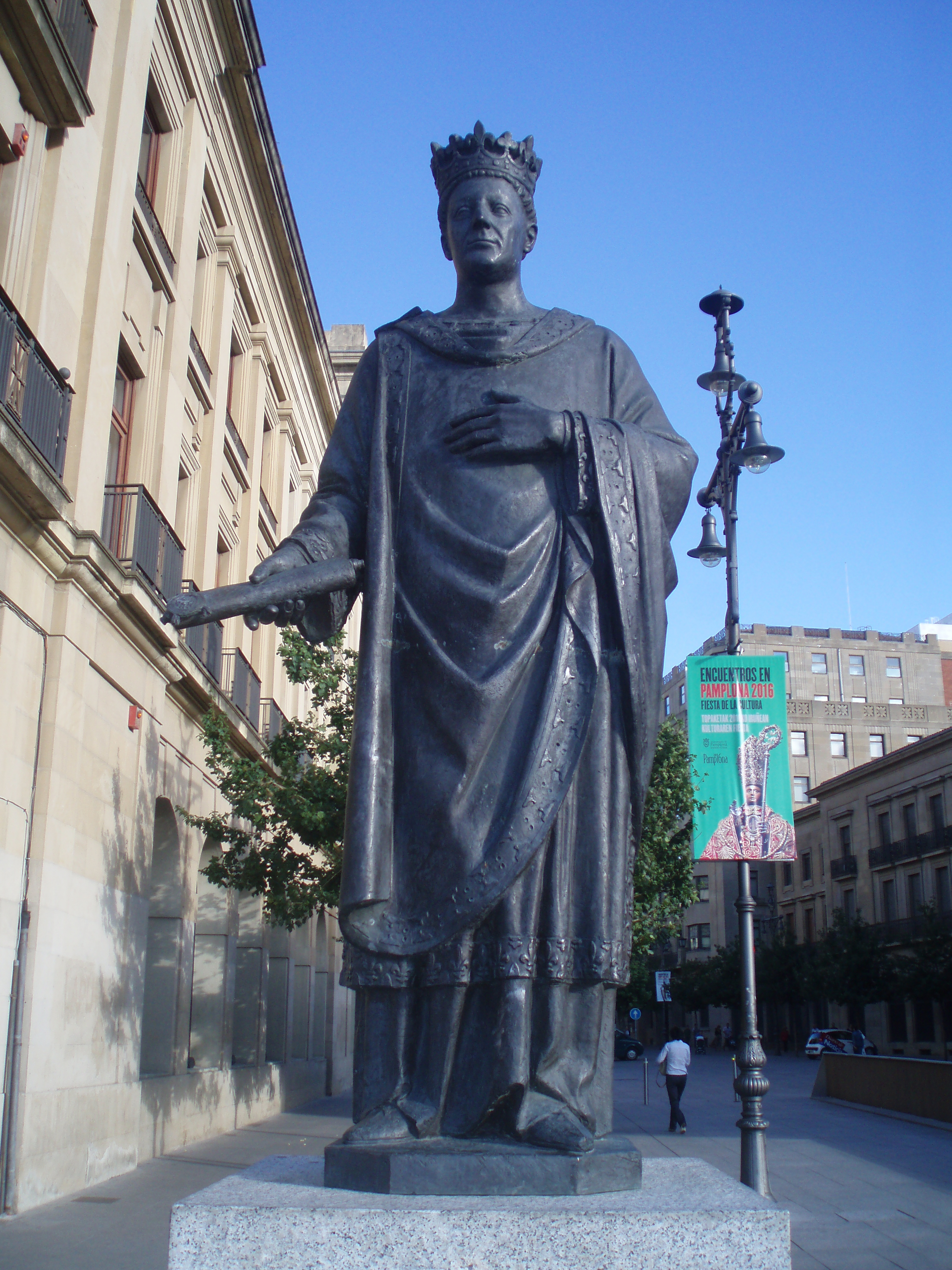
Карл III Благородный 1387-1425 Король Наварры
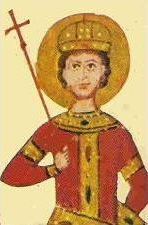
Иван Шишман 1371-1395 Царь Болгарии
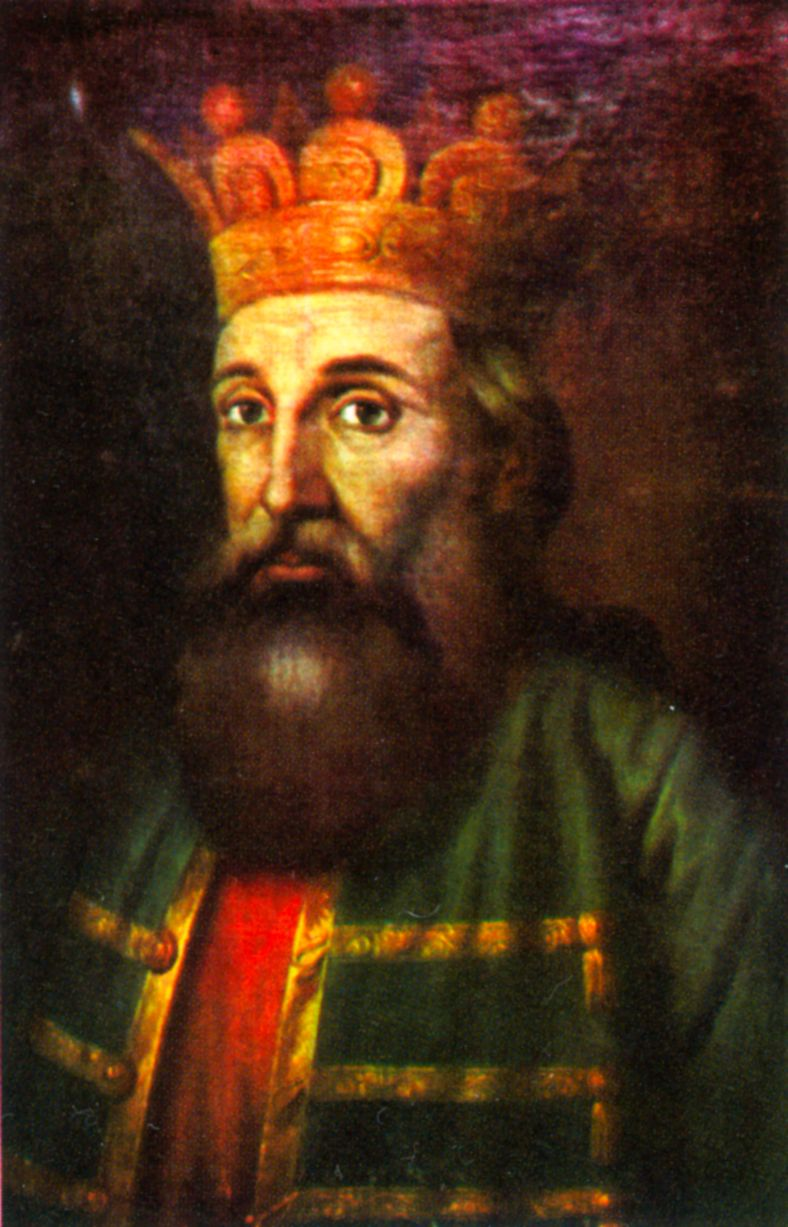
Пётр I Мушат 1375-1391 Господарь Молдовы
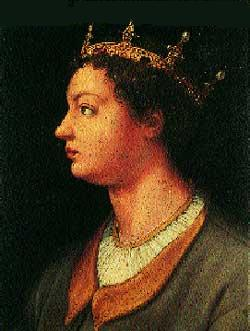
Владислав 1386-1414 Король Неаполя
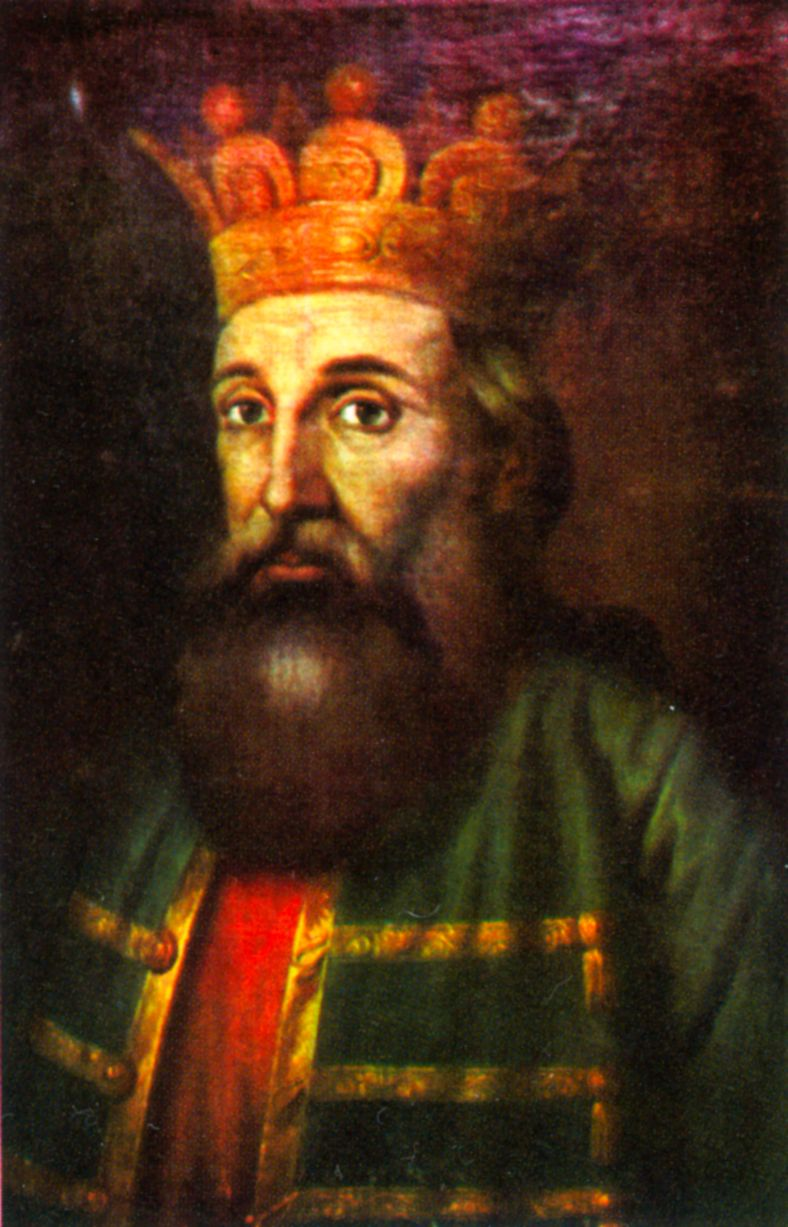
Мирча I Старый 1386-1395,1396-1418 Господарь Валахии
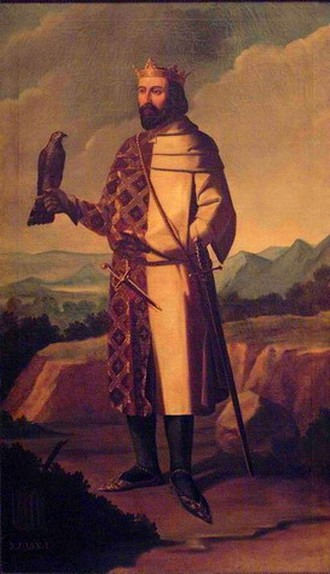
Хуан I Охотник 1387-1396 Король Арагона
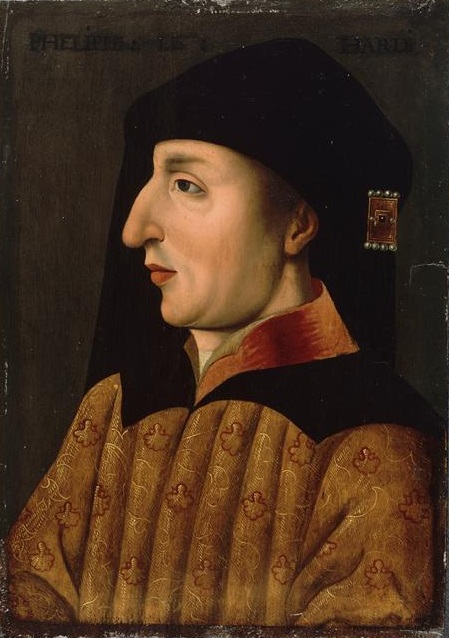
Филипп II Смелый 1363-1404 Герцог Бургундский
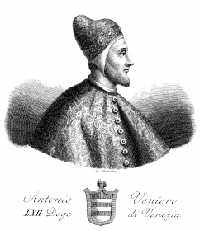
Антонио Веньер 1382-1400 Дож Венеции
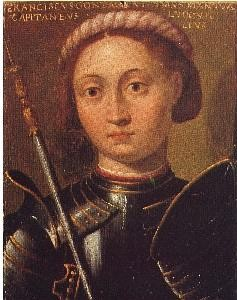
Франческо I Гонзага 1382-1407 Народный капитан Мантуи
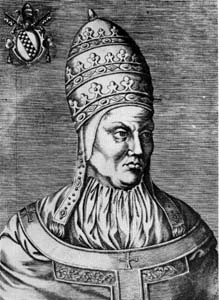
Бонифаций IX 1389-1404 Папа Римский
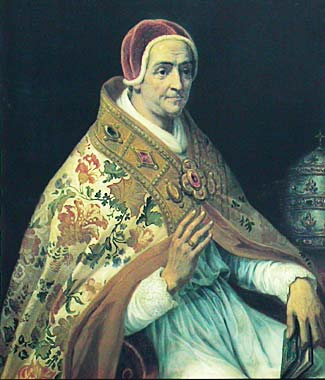
Климент VII 1378-1394 Антипапа